# Leonard Owusu
Leonard Owusu (Accra, 3 giugno 1997) è un calciatore ghanese, centrocampista del Fredrikstad, in prestito dal Partizan.

## Carriera
Ha giocato nella massima serie dei campionati ghanese, israeliano e statunitense (nordamericano).
Il 30 marzo 2023 ha firmato un contratto annuale con i norvegesi dell'Odd.

## Palmarès

### Club

#### Competizioni nazionali
- Canadian Championship: 1

Vancouver Whitecaps: 2022